# Liste der Bodendenkmale in Harsleben
In der Liste der Bodendenkmale in Harsleben sind alle Bodendenkmale der Gemeinde Harsleben und ihrer Ortsteile aufgelistet. Grundlage ist die Veröffentlichung der Landesdenkmalliste mit Stand vom 25. Februar 2016.  Die Baudenkmale sind in der Liste der Kulturdenkmale in Harsleben aufgeführt.
| Denkmal-ID | Fundart             | Ortsteil  | Bezeichnung            | Zeitstellung | Lage                                         | Bemerkungen | Bild |
| ---------- | ------------------- | --------- | ---------------------- | ------------ | -------------------------------------------- | --- | ---- |
| 428311025  | Grabmal > Grabhügel | Harsleben | Grabhügel „Katzenkopf“ | undatiert    | Katzenberg 1,5 km südwestlich vom Ort (Lage) | Truppenübungsplatz, unwegsames Gelände, hohe Anzahl von zugewachsenen Schützengräben und -mulden. Der eigentliche Grabhügel ist offensichtlich der „Katzenkopf“ selbst. |      |
| 428311021  | Grabmal > Grabhügel | Harsleben | Grabhügel              | undatiert    | innerhalb der Hausgärten (Lage)              | Der Hügel wurde offensichtlich von allen Seiten mit Erdreich erweitert.                                                                                                 |      |